# Komuna e Temalit
Komuna e Temalit är en kommun i Albanien.   Den ligger i prefekturen Qarku i Shkodrës, i den norra delen av landet, 90 km norr om huvudstaden Tirana.
I omgivningarna runt Komuna e Temalit växer i huvudsak blandskog.  Runt Komuna e Temalit är det ganska tätbefolkat, med 96 invånare per kvadratkilometer.